# Festivali i Këngës 24
Festivali i Këngës 24 hölls mellan den 26 och 28 december 1985 i Opera- och baletteatern vid Skanderbegtorget i Tirana. I detta års tävling utsågs en segrare, två andraplacerade samt tre tredjeplacerade bidrag. Till skillnad från tidigare år framfördes låtarna enbart av en sångare (som i Festivali i Këngës 11). För första gången i tävlingens historia hade man endast en programledare, då Yllka Mujo ensam innehade den uppgiften. 
Tävlingens direktör var Vera Grabocka, som kom att leda tävlingen fem år i rad. 
Tävlingen vanns av den 19-åriga sångerskan Parashqevi Simaku med låten "Në moshën e rinisë".

## Deltagare (urval)
| Plats | Artist            | Låt                    | Text               | Musik             |
| ----- | ----------------- | ---------------------- | ------------------ | ----------------- |
| 1     | Parashqevi Simaku | "Në moshën e rinisë"   | Arben Duka         | Vladimir Kotani   |
| 2     | Lindita Theodhori | "Ti mbetësh pranvera"  | Petrit Koçi        | Gazmend Mullahi   |
| 2     | Myfarete Laze     | "Enver o yll, o dritë" | Zhuliana Jorganxhi | Hajg Zaharian     |
| 3     | Tonin Tërshana    | "Partia ime"           | Ismail Kadare      | Agim Krajka       |
| 3     | Afërdita Laçi     | "Viti i ri"            | Kudret Isai        | Ferdinand Deda    |
| 3     | Bashkim Alibali   | "Lulët e mollës"       | Vullnet Mato       | Enver Shengjergji |